# Liga de Ascenso

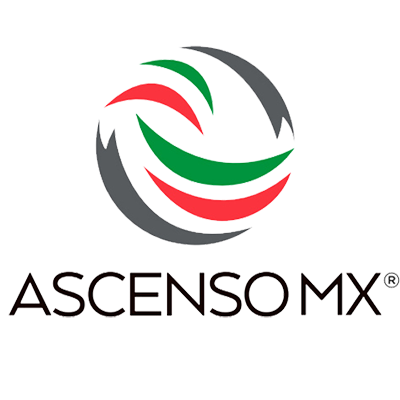
Logo van de Liga de Ascenso MX

De Liga de Ascenso was het tweede niveau van het voetbal in Mexico tussen 1994 en 2020 dat werd georganiseerd door de Federación Mexicana de Fútbol Asociación (FMF).
De competitie werd in 1994 ingevoerd als Primera División A. Na een herstructurering werd de naam in 2009 veranderd in Liga de Ascenso. Clubs moesten sindsdien een licentie hebben om deel te kunnen nemen en clubs uit de hoogste afdeling mochten geen b-team meer hebben op het tweede niveau. De kampioen, mits die een licentie kreeg en tot 2009 geen b-team was, promoveerde naar de Primera División de México en de club met het slechtste gemiddelde over de laatste drie seizoenen degradeerde naar de Segunda División Profesional. In 2020 werd de competitie opgeheven en vervangen door de Liga de Expansión MX.

## Erelijst
| Seizoen           | Kampioen                        | Nummer 2                   | Promovendus                     |
| ----------------- | ------------------------------- | -------------------------- | ------------------------------- |
| 1994-1995         | Atlético Celaya                 | CF Pachuca                 | Atlético Celaya                 |
| 1995-1996         | CF Pachuca                      | Gallos de Aguascalientes   | CF Pachuca                      |
| Invierno 1996     | Tigres UANL                     | Atlético Hidalgo           |                                 |
| Verano 1997       | Tigres UANL                     | Correcaminos UAT           | Tigres UANL                     |
| Invierno 1997     | CF Pachuca                      | Real Sociedad de Zacatecas |                                 |
| Verano 1998       | Tigrillos                       | Zacatepec                  | CF Pachuca                      |
| Invierno 1998     | Venados de Yucatán              | Chivas Tijuana             |                                 |
| Verano 1999       | Unión de Curtidores             | Cruz Azul Hidalgo          | Unión de Curtidores             |
| Invierno 1999     | CD Irapuato                     | Zacatepec                  |                                 |
| Verano 2000       | CD Irapuato                     | Cruz Azul Hidalgo          | CD Irapuato                     |
| Invierno 2000     | Gallos de Aguascalientes        | CF La Piedad               |                                 |
| Verano 2001       | CF La Piedad                    | Toros Neza                 | CF La Piedad                    |
| Invierno 2001     | Veracruz                        | Real San Luis              |                                 |
| Verano 2002       | Real San Luis                   | Tigrillos Saltillo         | Real San Luis                   |
| Apertura 2002     | CD Irapuato                     | CF La Piedad               |                                 |
| Clausura 2003     | Club León                       | CD Tapatio                 | CD Irapuato                     |
| Apertura 2003     | Dorados de Sinaloa              | Cobras de Ciudad Juárez    |                                 |
| Clausura 2004     | Club León                       | Dorados de Sinaloa         | Dorados de Sinaloa              |
| Apertura 2004     | Club San Luis                   | Atlético Mexiquense        |                                 |
| Clausura 2005     | Querétaro FC                    | Club León                  | Club San Luis                   |
| Apertura 2005     | Puebla FC                       | Cruz Azul Oaxaca           |                                 |
| Clausura 2006     | Querétaro FC                    | Indios de Ciudad Juárez    | Querétaro FC                    |
| Apertura 2006     | Puebla FC                       | Salamanca FC               |                                 |
| Clausura 2007     | Dorados de Sinaloa              | Club León                  | Puebla FC                       |
| Apertura 2007     | Indios de Ciudad Juárez         | Dorados de Sinaloa         |                                 |
| Clausura 2008     | Club León                       | Dorados de Sinaloa         | Indios de Ciudad Juárez         |
| Apertura 2008     | Querétaro FC                    | Irapuato FC                |                                 |
| Clausura 2009     | Mérida FC                       | Club Tijuana               | Querétaro FC                    |
| Apertura 2009     | Necaxa                          | Deportivo Irapuato         |                                 |
| Bicentenario 2010 | Necaxa                          | Club León                  | Necaxa                          |
| Apertura 2010     | Club Tijuana                    | Veracruz                   |                                 |
| Clausura 2011     | Deportivo Irapuato              | Club Tijuana               | Club Tijuana                    |
| Apertura 2011     | Correcaminos UAT                | CF La Piedad               |                                 |
| Clausura 2012     | Club León                       | Lobos BUAP                 | Club León                       |
| Apertura 2012     | CF La Piedad                    | Dorados de Sinaloa         |                                 |
| Clausura 2013     | Toros Neza                      | Club Necaxa                | CD Veracruz                     |
| Apertura 2013     | Club Universidad de Guadalajara | Club Necaxa                |                                 |
| Clausura 2014     | Estudiantes Tecos               | Correcaminos               | Club Universidad de Guadalajara |
| Apertura 2014     | Necaxa                          | Coras FC                   |                                 |
| Clausura 2015     | Sinaloa                         | Atletico San Luis          | Sinaloa                         |
| Apertura 2015     | FC Juárez                       | CF Atlante                 |                                 |
| Clausura 2016     | Necaxa                          | Zacatecas                  |                                 |
| Apertura 2016     | Dorados                         | CF Atlante                 |                                 |
| Clausura 2017     | Lobos BUAP                      | FC Juarez                  |                                 |
| Apertura 2017     | Oaxaca                          | FC Juarez                  |                                 |
| Clausura 2018     | Tapachula                       | Leones Negros              |                                 |
| Apertura 2018     | Atlético de San Luis            | Dorados                    |                                 |
| Clausura 2019     | Oaxaca                          | Zacatepec                  |                                 |
| Apertura 2019     | geanuleerd wegens COVID-19      |                            |                                 |

Alebrijes ·
Atlante ·
Celaya ·
Correcaminos ·
Deportivo Tepic ·
Dorados de Sinaloa ·
FC Juárez ·
Leones Negros ·
Lobos BUAP ·
Loros UCOL ·
Murciélagos FC ·
Potros UAEM ·
Sonora ·
Tampico Madero ·
Tapachula ·
Venados FC ·
Mineros de Zacatecas ·
Zacatepec 1948